# Simpang Juli
Simpang Juli is een bestuurslaag in het regentschap Aceh Tengah van de provincie Atjeh, Indonesië. Simpang Juli telt 379 inwoners (volkstelling 2010).